# Piramide di Ahmose
La piramide di Ahmose venne fatta edificare da Ahmose, sovrano egizio fondatore della XVIII dinastia, ad Abido, come cenotafio per sé.

## Descrizione
Cronologicamente è l'ultima piramide regale costruita in Egitto.
Venne realizzata con sabbia e detriti litici: solo la consueta copertura in pietra calcarea conferiva una qualche stabilità alla struttura.

Aveva una base quadrata di 52,5 metri, pari a 100 cubiti, ed un'altezza di circa 40 metri; doveva quindi apparire piuttosto "ripida", con un angolo di inclinazione di 60°. Allo stato attuale, di essa non rimane che un poggio di detriti alto una decina di metri.
L'edificio venne esplorato per la prima volta nel 1899 da Arthur Mace e Charles Trick Currelly. Nel 1993 Stephen P. Harvey condusse consistenti scavi archeologici nella zona circostante la piramide.
A riprova del fatto che si tratta di un cenotafio, non venne realizzata alcuna camera funeraria; nell'area circostante però vennero edificati alcuni templi ed un'altra piccola piramide con tempio funerario – anch'essa un cenotafio – dedicata alla nonna di Ahmose, la regina Tetisheri.